# Khomasdal Norte
Khomasdal (antiguamente, Khomasdal North) es un distrito (constituency) de la región de Khomas, en Namibia. Según el censo de 2011, tiene una población de 43 921 habitantes. Es parte de la ciudad de Windhoek.
En Namibia, cada constituency elige un counsellor (concejal), que pasa a integrar el Consejo Regional (Regional Council) pero a su vez tiene una oficina en el principal asentamiento de su distrito, desde la que se ocupa de asuntos municipales.